# Ciao啾嚕

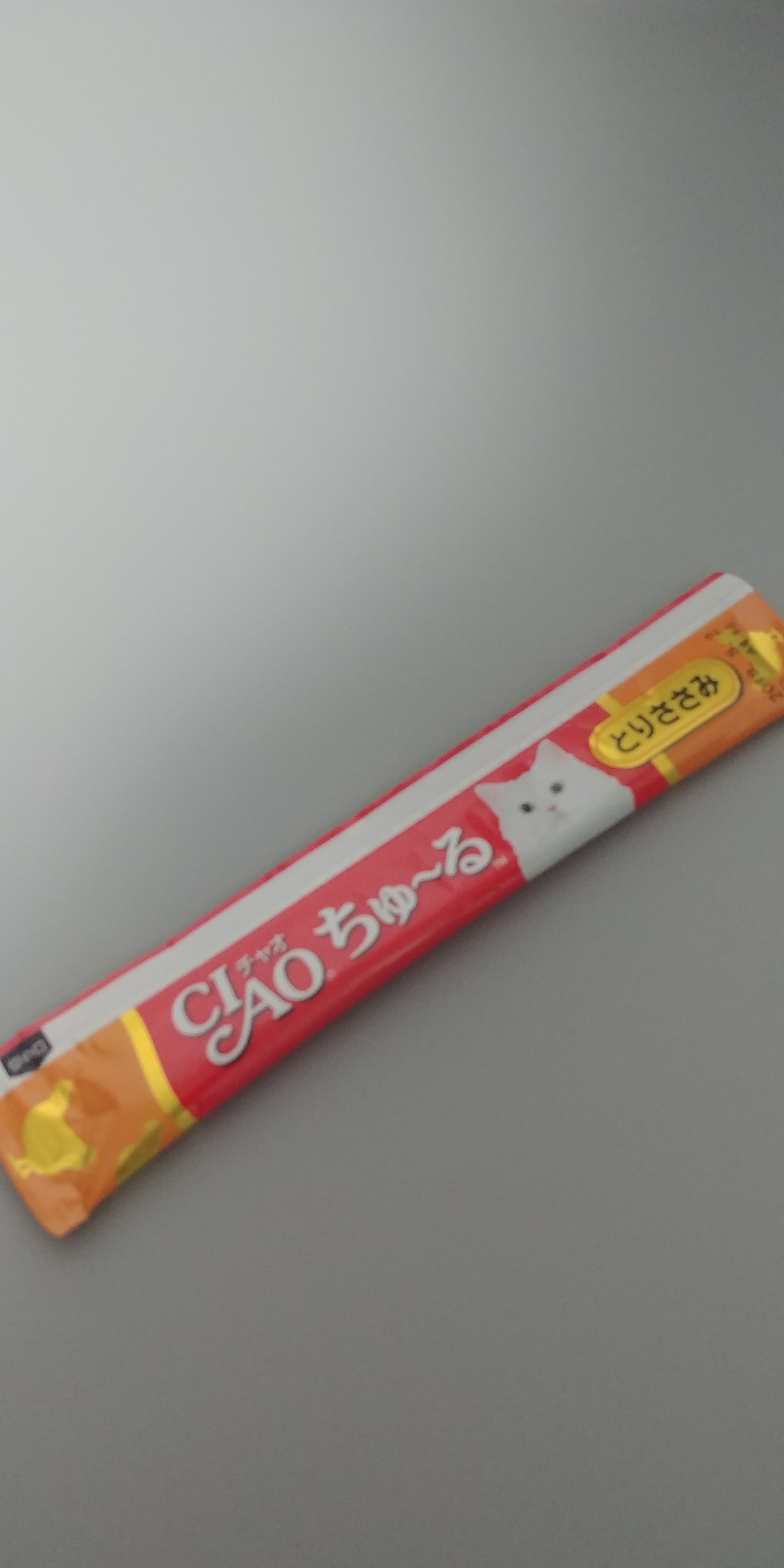

Ciao啾嚕（日語：CIAOちゅ〜る）是稻葉寵物食品株式會社於2012年推出市場的貓小吃。小吃以條狀包裝，內藏14克（0.49盎司）的肉泥，餵食時於包裝上撕開一角，將少量的肉泥擠出，以便貓隻舔食。此小吃甚至被嘗試在宇都宮動物園用於餵飼貓科動物，如獅子和老虎。